# Poecilus baeticus
Poecilus baeticus is een keversoort uit de familie van de loopkevers (Carabidae). De wetenschappelijke naam van de soort is voor het eerst geldig gepubliceerd in 1838 door Jules Pierre Rambur.